# 1912 في الولايات المتحدة
فيما يلي قوائم الأحداث التي وقعت خلال عام 1912 في الولايات المتحدة.

## سياسة

### تعيين في المنصب
- 1 يناير – كالفين كوليدج عضو مجلس ولاية ماساتشوستس.
- 27 مارس – ألبرت ب فال عضو مجلس الشيوخ الأمريكي.

### انتهاء فترة المنصب
- 31 ديسمبر – ويليام سولزر عضو مجلس النواب الأمريكي.

## رياضة
- 1 يناير – بطولة العالم للدراجات على المضمار 1912

## ظهور
- 1 يناير – أوريو
- 1 يناير – طرزان سيد القرود رواية من تأليف إدغار رايس بوروس.

## كتب
من الكتب التي صدرت هذه السنة في الولايات المتحدة:
- 1 يناير – أبي طويل الساقين من تأليف جين ويبستر.
- 1 يناير – جزيرة السماء من تأليف ليمان فرانك بوم.
- 12 أبريل – حياة ومغامرات بابا نويل من تأليف ليمان فرانك بوم.

## مواليد

### يناير
- 6 يناير – داني توماس
- 7 يناير – تشارلز آدامز
- 8 يناير – خوسيه فيرير
- 11 يناير – دون ريد باري ممثل أمريكي.
- 11 يناير – نيك كرافات ممثل أمريكي.
- 13 يناير – بول بيرش ممثل أمريكي.
- 28 يناير – جاكسون بولوك فنان أمريكي.
- 30 يناير – باربرا توكمان
- 30 يناير – فرانسيس شيفر

### فبراير
- 4 فبراير – جيمس كريج ممثل من الولايات المتحدة الأمريكية.
- 7 فبراير – روي سوليفان
- 22 فبراير – هارولد كيث جونسون عسكري من الولايات المتحدة الأمريكية.
- 26 فبراير – داين كلارك ممثل أمريكي.

### مارس
- 2 مارس – نورمان هاكرمان كيميائي أمريكي.
- 11 نوفمبر – كاسيوس مارسيلوس كلاي الأب فنان أمريكي.
- 14 مارس – جورج ويلارد فيرتز قانوني من الولايات المتحدة الأمريكية.
- 16 مارس – بات نيكسون
- 18 مارس – أرت جيلمور ممثل من الولايات المتحدة الأمريكية.
- 20 مارس – هاري كلاينفلتر طبيب من الولايات المتحدة الأمريكية.
- 22 مارس – كارل مالدن ممثل أمريكي.
- 23 مارس – فرانسيس دي سيلز ممثل أمريكي.

### أبريل
- 5 أبريل – ريكاردو أرياس
- 19 أبريل – غلين سيبورغ
- 20 أبريل – إد جونز سياسي أمريكي.

### مايو
- 16 مايو – ستادز تيركل
- 16 مايو – ويليام لودفيغ كاتب سيناريو أمريكي.
- 17 مايو – أرشيبالد كوكس
- 18 مايو – ريتشارد بروكس
- 20 مايو – ولفريد سيلارز فيلسوف أمريكي.
- 26 مايو – كارولين بابكوك لاعبة كرة مضرب من الولايات المتحدة.
- 27 مايو – جون شيفر
- 27 مايو – صامويل سنيد لاعب غولف من الولايات المتحدة الأمريكية.
- 30 مايو – يوليوس أكسلرود
- 31 مايو – هنري جاكسون سياسي أمريكي.

### يونيو
- 4 يونيو – جيس باركر ممثل أمريكي.
- 8 يونيو – والتر كينيدي سياسي أمريكي.
- 15 يونيو – كينيث روس ماكنزي فيزيائي أمريكي.
- 18 يونيو – جلين موريس
- 19 يونيو – مارتن غابيل ممثل أمريكي.
- 21 يونيو – ماري ماكارثي كاتبة أمريكية.
- 25 يونيو – ميلتون جيرولد شاب سياسي من الولايات المتحدة الأمريكية.

### يوليو
- 2 يوليو – هارولد سميث
- 5 يوليو – فرانك بايس محامي من الولايات المتحدة الأمريكية.
- 8 يوليو – إد تشيركوفيتش لاعب كرة قدم أمريكي.
- 14 يوليو – ميريام باتيستا ممثلة أمريكية.
- 14 يوليو – وودي ويلسون
- 28 يوليو – جورج سيزار ممثل أمريكي.
- 30 مايو – يوليوس أكسلرود
- 31 يوليو – ميلتون فريدمان

### أغسطس
- 2 أغسطس – آن دفوراك
- 11 أغسطس – جورج بيل تيمرمان سياسي أمريكي.
- 12 أغسطس – صامويل فولر
- 13 أغسطس – بين هوجان لاعب غولف من الولايات المتحدة الأمريكية.
- 14 أغسطس – جون جاكوب أستور السادس
- 14 أغسطس – فرانك أوبنهايمر
- 15 أغسطس – جوليا تشايلد
- 23 أغسطس – جين كيلي
- 30 أغسطس – إدوارد بورسيل فيزيائي أمريكي.
- 30 أغسطس – هوارد ويلسون ايمونز فيزيائي من الولايات المتحدة الأمريكية.

### سبتمبر
- 5 سبتمبر – جون كيج
- 7 سبتمبر – دايفيد باكارد
- 18 سبتمبر – سارة بالفري كوك لاعبة كرة مضرب أمريكية.
- 20 سبتمبر – جون لويس سميث جونيور
- 21 سبتمبر – تشاك جونز
- 23 سبتمبر – جاك كولينس

### أكتوبر
- 8 أكتوبر – جون غاردنر سياسي أمريكي.
- 10 أكتوبر – توماس هارفي
- 25 أكتوبر – ميني بيرل
- 31 أكتوبر – دال إيفانز

### نوفمبر
- 11 نوفمبر – كاسيوس مارسيلوس كلاي الأب فنان أمريكي.
- 26 نوفمبر – إريك سيفاريد صحفي أمريكي.
- 27 نوفمبر – كوني ساوير ممثلة أمريكية.
- 28 نوفمبر – موريس لويس رسام أمريكي.
- 29 نوفمبر – جون تمبلتون
- 30 نوفمبر – جوردون باركس

### ديسمبر
- 1 ديسمبر – مينورو ياماساكي مهندس معماري أمريكي.
- 12 ديسمبر – هنري أرمسترونغ ملاكم من الولايات المتحدة الأمريكية.
- 18 ديسمبر – فريدي ستيل
- 22 ديسمبر – ليدي بيرد جونسون رائدة أعمال من الولايات المتحدة الأمريكية.
- 25 ديسمبر – توماس فيرتشايلد قاضي أمريكي.

## وفيات

### يناير
- 4 يناير – كلارنس دوتون (مواليد 1841)

### فبراير
- 6 فبراير – جيمس ويفر (مواليد 1833) سياسي أمريكي.

### أبريل
- 12 أبريل – فريدريك جرانت دنت (مواليد 1850) دبلوماسي من الولايات المتحدة الأمريكية.
- 12 أبريل – كلارا بارتون (مواليد 1821) ممرضة أمريكية.
- 15 أبريل – جاك فوتريل (مواليد 1875)
- 15 أبريل – جون جاكوب آستور الرابع (مواليد 1864)

### مايو
- 4 مايو – نيتي ستيفنز (مواليد 1861)
- 29 مايو – جون ويسلي هويت (مواليد 1831) سياسي أمريكي.

### يونيو
- 1 يونيو – دانيال بورنهام (مواليد 1846)
- 4 يونيو – رويال جيم تافت (مواليد 1823) سياسي أمريكي.

### سبتمبر
- 5 سبتمبر – آرثور ماك آرثور جونيور (مواليد 1845) جندي من الولايات المتحدة الأمريكية.

### أكتوبر
- 5 أكتوبر – لويس بوس (مواليد 1846) عالم فلك أمريكي.
- 30 أكتوبر – جيمس شيرمان (مواليد 1855) سياسي أمريكي.

### نوفمبر
- 16 نوفمبر – ويليام لارابي (مواليد 1832) سياسي أمريكي.
- 17 نوفمبر – جوزيف ميريويذر تيريل (مواليد 1861) سياسي أمريكي.

### ديسمبر
- 2 ديسمبر – إبين جينكس لوميس (مواليد 1828) عالم فلك أمريكي.